# النصر (الشرقية)
قرية النصر هي إحدى القرى التابعة لمركز أبوحماد في محافظة الشرقية في جمهورية مصر العربية. حسب إحصاءات سنة 2006، بلغ إجمالي السكان في النصر 21244 نسمة، منهم 10973 رجل و10271 امرأة.